# Catedral del Centro del Milagro
La Catedral del Centro del Milagro (en inglés: Miracle Centre Cathedral) una  mega iglesia evangélica pentecostal en Kampala, la capital del país africano de Uganda.

## Historia
La iglesia es fundada en 1991 por Robert Kayanja.
En 2002, la catedral fue construida a un costo de 7 millones de dólares estadounidenses, la mitad de los cuales fueron donados por una mujer de Corea del Sur que dijo ser sanada después de que "Kayanja oró por ella". El edificio,  se localiza en el distrito de Rubaga en Kampala, tiene una capacidad para 10.500 personas.
En 2017, la asistencia semanal es de 15,000 personas.